# چارلز رفورد-براون
چارلز رفورد-برون (به انگلیسی: Charles Wreford-Brown) بازیکن فوتبال زادهٔ ۹ اکتبر ۱۸۶۶ اهل کشور انگلستان که سابقهٔ بازی در تیم ملی فوتبال انگلستان را در کارنامهٔ خود دارد. وی در تاریخ ۲ مارس ۱۸۸۹ نخستین بازی ملی خود را در مقابل تیم ملی فوتبال ایرلند انجام داد و با حضور در ۴ بازی ملی، در تاریخ ۲ آوریل ۱۸۹۸ واپسین بازی ملی‌اش را در برابر تیم ملی فوتبال اسکاتلند برگزار کرد.